# Balaton (Bydgoszcz)
Park „Balaton” – akwen i park w Bydgoszczy, liczący 5,16 hektarów powierzchni.

## Lokalizacja
„Balaton” jest położony na terenie osiedla Bartodzieje w Bydgoszczy. Zajmuje teren o wymiarach 150 × 450 m, między ulicami: Swarzewską, Polanka, Gajową i Marii Skłodowskiej-Curie.

## Historia
Jezioro zwane „Balaton” w Bydgoszczy powstało jako zbiornik poeksploatacyjny po cegielni, funkcjonującej na Bartodziejach od 1886 przy obecnej ulicy Cegielnianej. Jej pierwszym właścicielem był niemiecki przedsiębiorca Wiese, a w 1901 przeszła w ręce Heinricha Krause. Glina była stąd pozyskiwana jeszcze w latach 60. XX wieku. Wyrobisko wypełniło się wodą po II wojnie światowej, gdyż wcześniejsze mapy topograficzne nie przedstawiały w tym miejscu wód otwartych. Wraz z zalaniem akwenu samorzutnie zaczęło w tym miejscu funkcjonować dzikie kąpielisko. Jego popularność miała być przyczyną zmiany lokalizacji planowanej w tym rejonie budowy kościoła rzymskokatolickiego.
Zagospodarowanie akwenu dla celów rekreacyjnych podjęto w latach 70. XX wieku równocześnie z budową osiedla mieszkaniowego Bartodzieje. Wokół stawu wytyczono wówczas trakt spacerowy i zagospodarowano zielenią. Latem akwen służył jako strzeżone miejskie kąpielisko z pomostami i brodzikiem dla dzieci oraz akwen żeglarski, a zimą urządzano na nim lodowisko. Na Balatonie zaczynał jeździć na łyżwach Andrzej Tkacz, jeden z najlepszych polskich hokeistów.
W 2006 wykonano generalny remont bulwaru, odnowiono alejki spacerowe oraz uporządkowano zieleń. Podczas przebudowy linii brzegowej stawu zróżnicowano znacznie poszczególne jej odcinki, wprowadzając sześć odmiennych typów nabrzeża, m.in. plażę piaszczystą, półwysep, umocniony brzeg z gabionów kamiennych.
W maju 2008 ukończono budowę w południowej części akwenu niewielkiej przystani wodnej i szkółki żeglarskiej. Koszt budowy żeglarskiego ośrodka szkoleniowego wyniósł 1,1 mln zł. Jego otwarcie nastąpiło we wrześniu 2008. Mieści on hangar na sprzęt wodny, salę edukacyjną i przebieralnie. Po akwenie można pływać żaglówkami klasy optimist. Ośrodkiem opiekuje się Klub Sportowy „Zjednoczeni”.
W 2009 Urząd Marszałkowski Województwa Kujawsko-Pomorskiego ufundował rozbudowę w parku nad Balatonem istniejącego placu zabaw. Fundacja ta ma związek z nagrodą dla Bydgoszczy, a zwłaszcza osiedla Bartodzieje, za najwyższą w województwie frekwencję w wyborach do Europarlamentu.
W 2017 w ramach Bydgoskiego Budżetu Obywatelskiego nad Balatonem kosztem 114 tys. zł dokonano nasadzeń 70 drzew oraz kilkuset krzewów.
1 lutego 2024 w południowej części parku odsłonięto w ramach programu „Turystyka bez filtrów i bez barier” makietę parku, dedykowaną osobom niewidomym, wykonaną przez Pawła Czyża.

## Charakterystyka
Około połowy powierzchni parku zajmuje staw zwany „Balaton”. Ma on wymiary 80 × 225 m. Wokół akwenu wiedzie ścieżka spacerowa w formie bulwaru z miejscami wypoczynku. Na akwenie w sezonie działają podświetlane fontanny wodne. W południowej części parku znajduje się skwer wraz z placem zabaw dla dzieci.
Park jest obszarem spacerów i wypoczynku dla mieszkańców osiedla Bartodzieje.

## Galeria

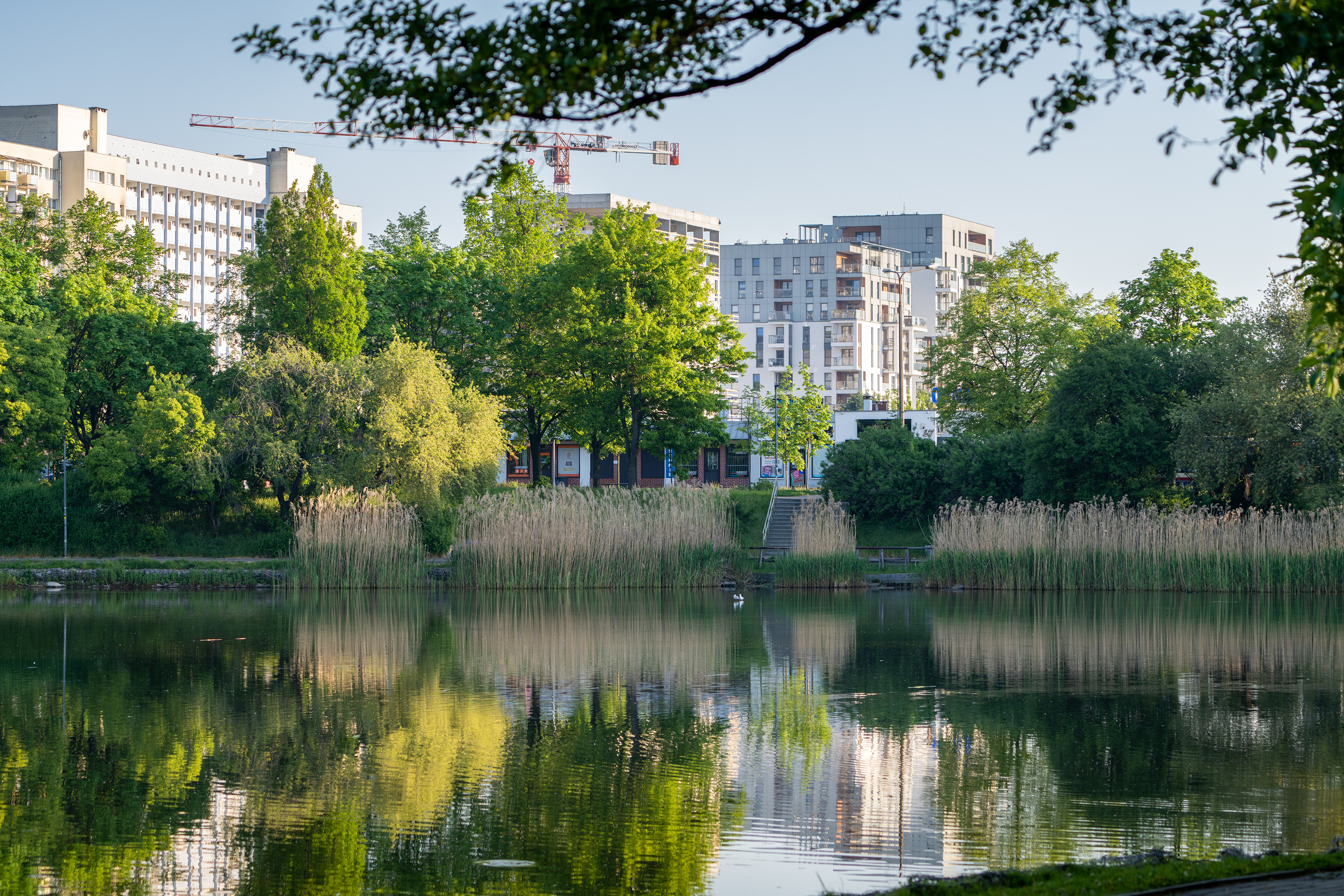
Widok na północ
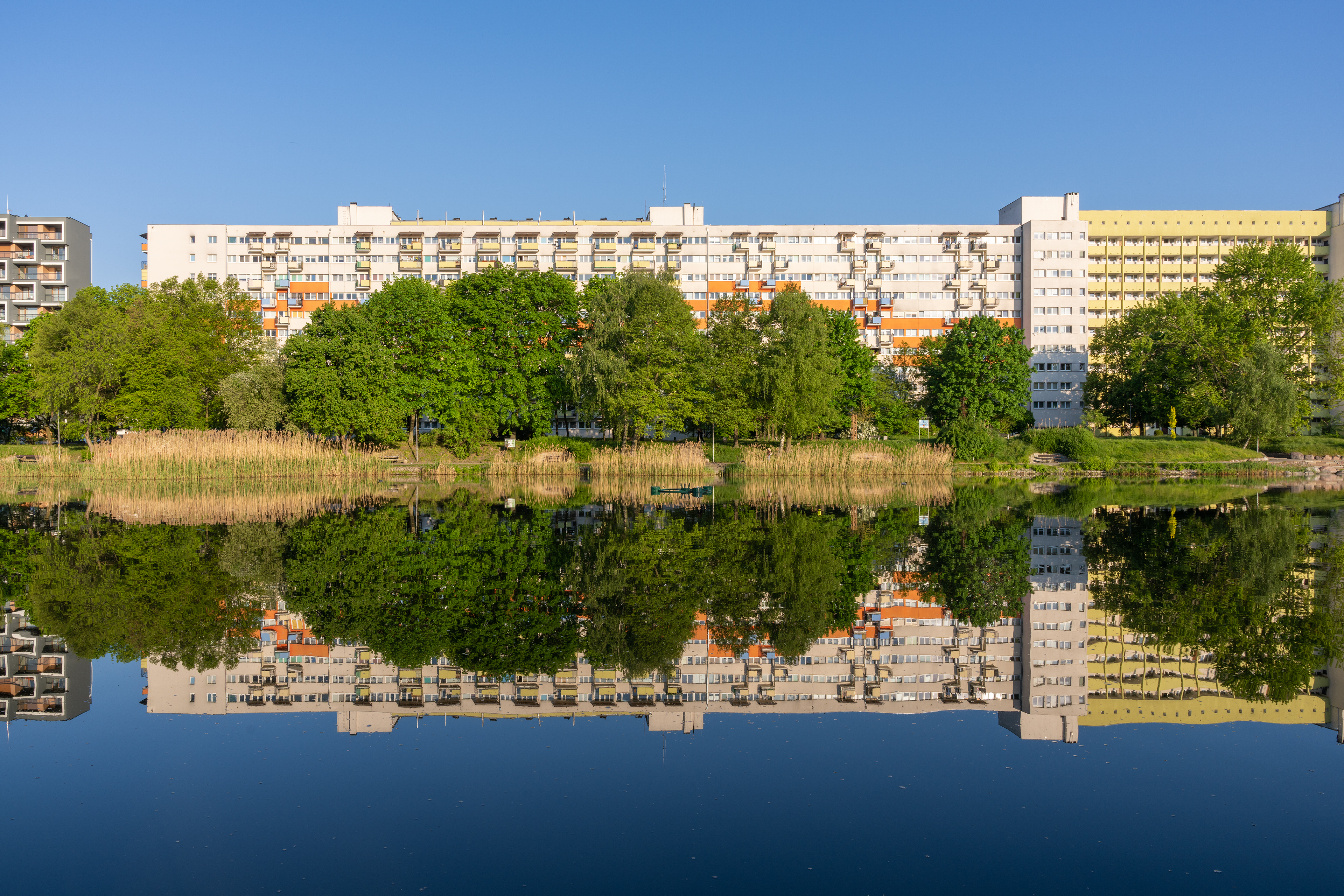
Widok na wschód
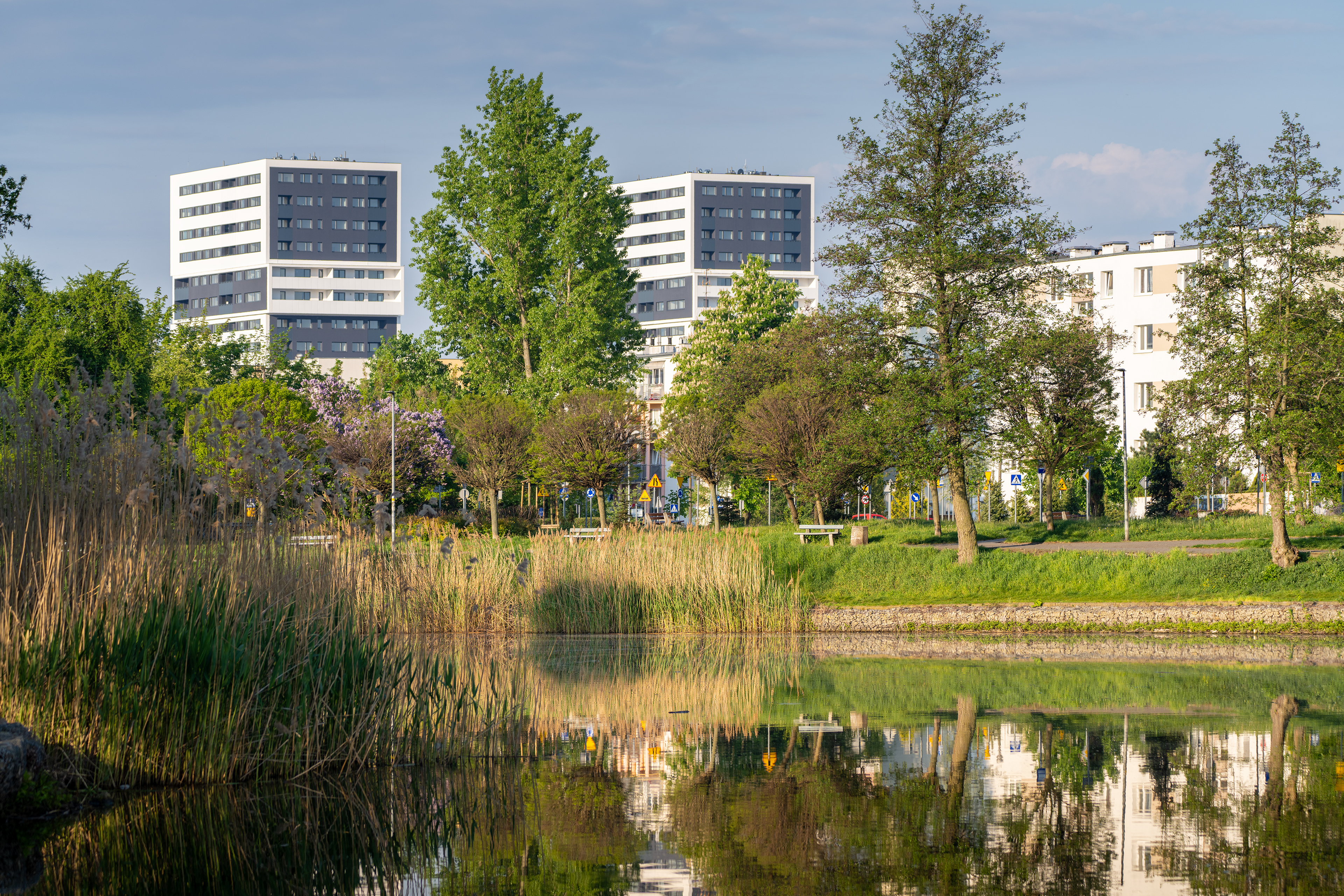
Widok na południe
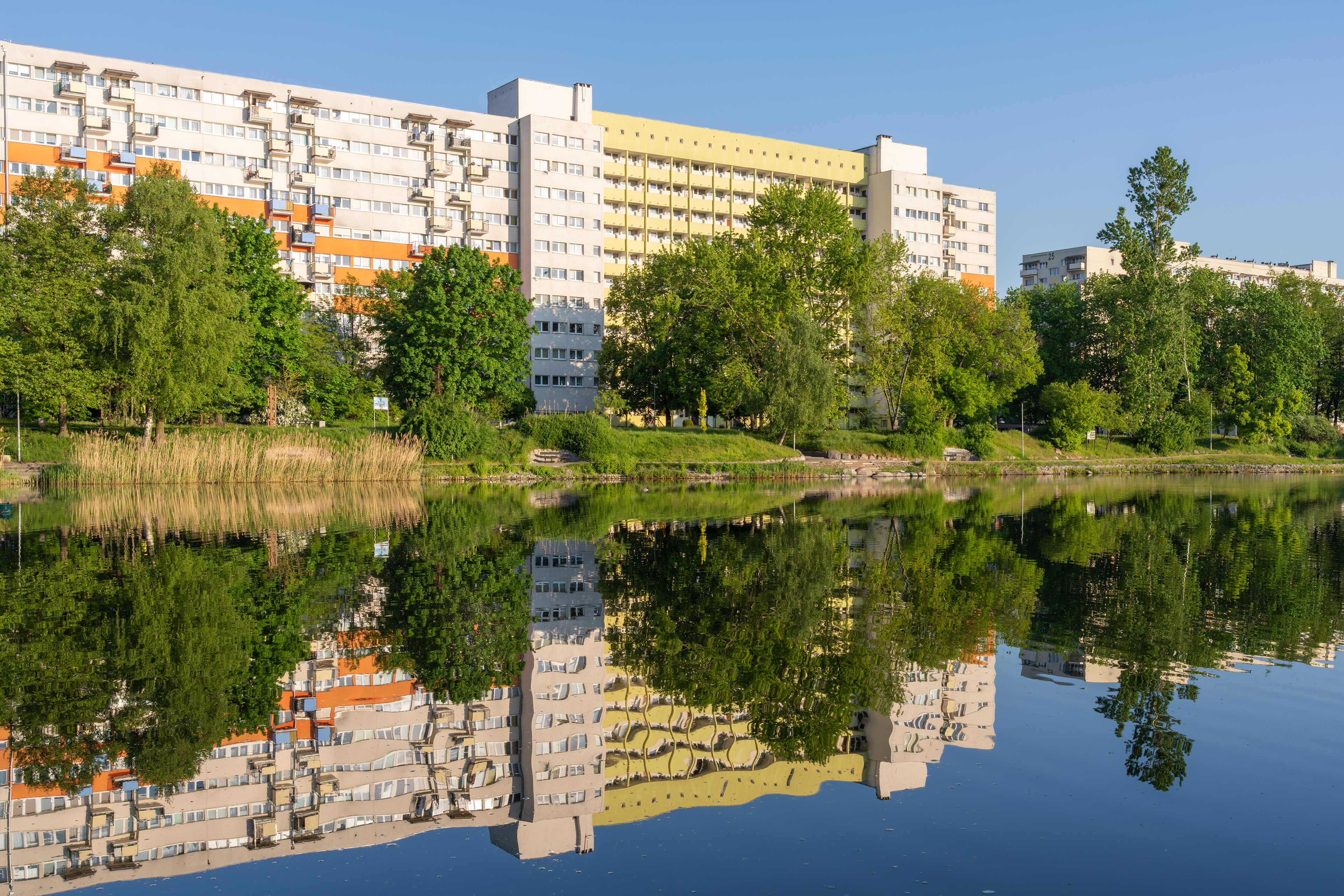
Akwen
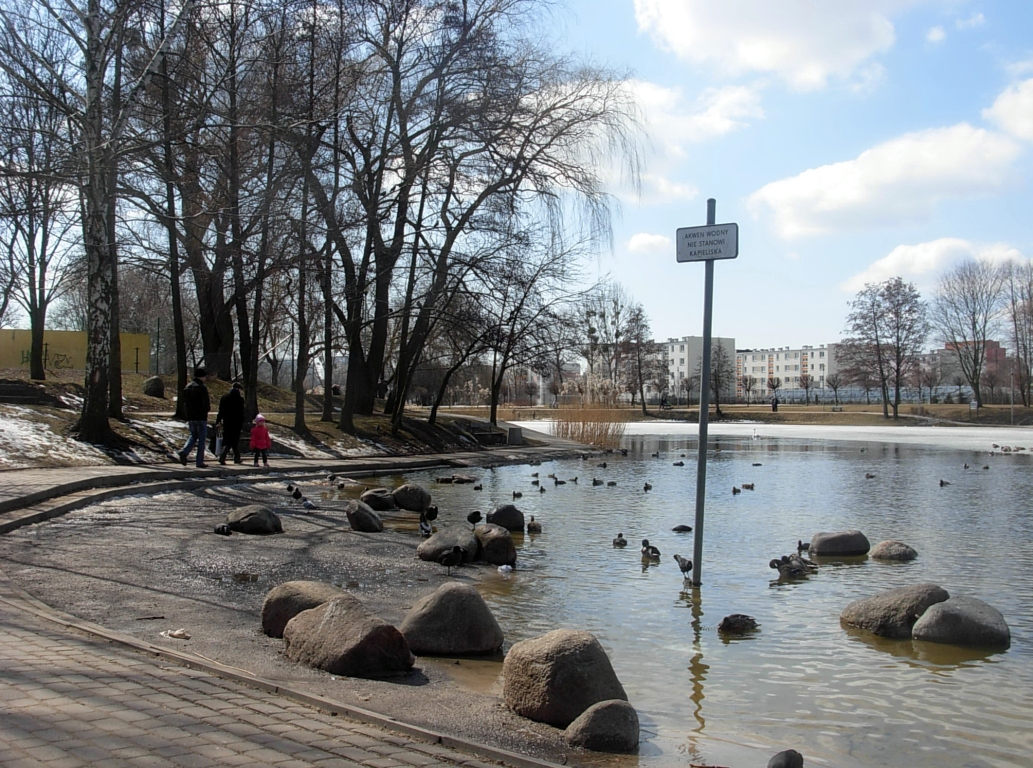
Zatoka
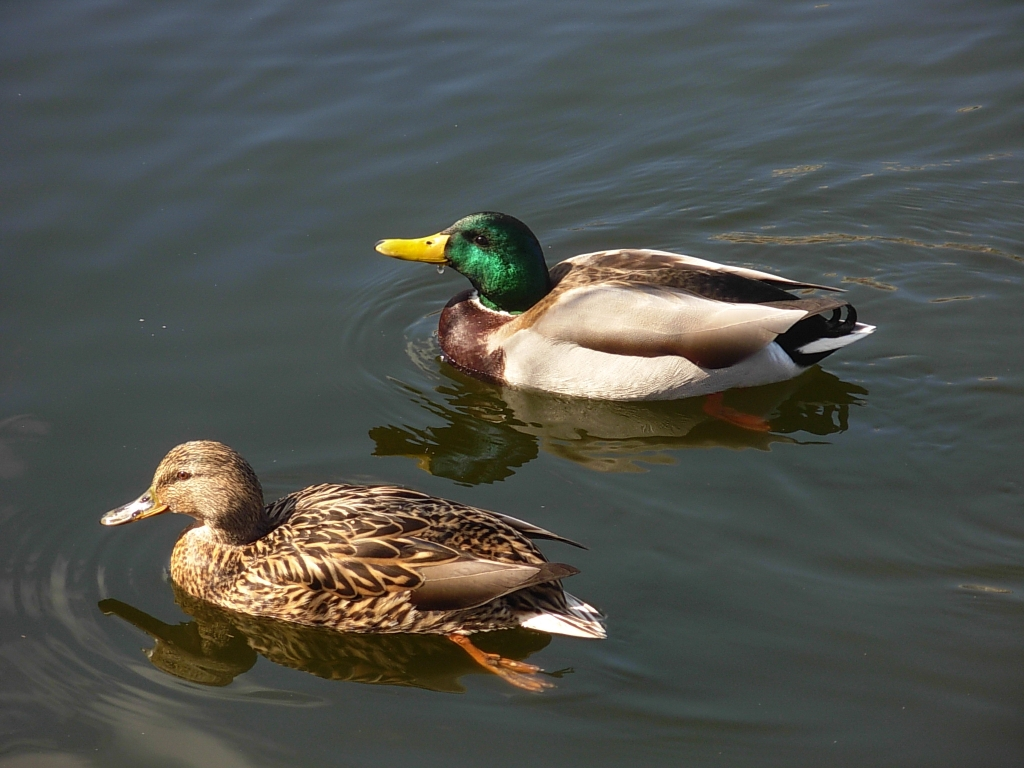
Krzyżówki
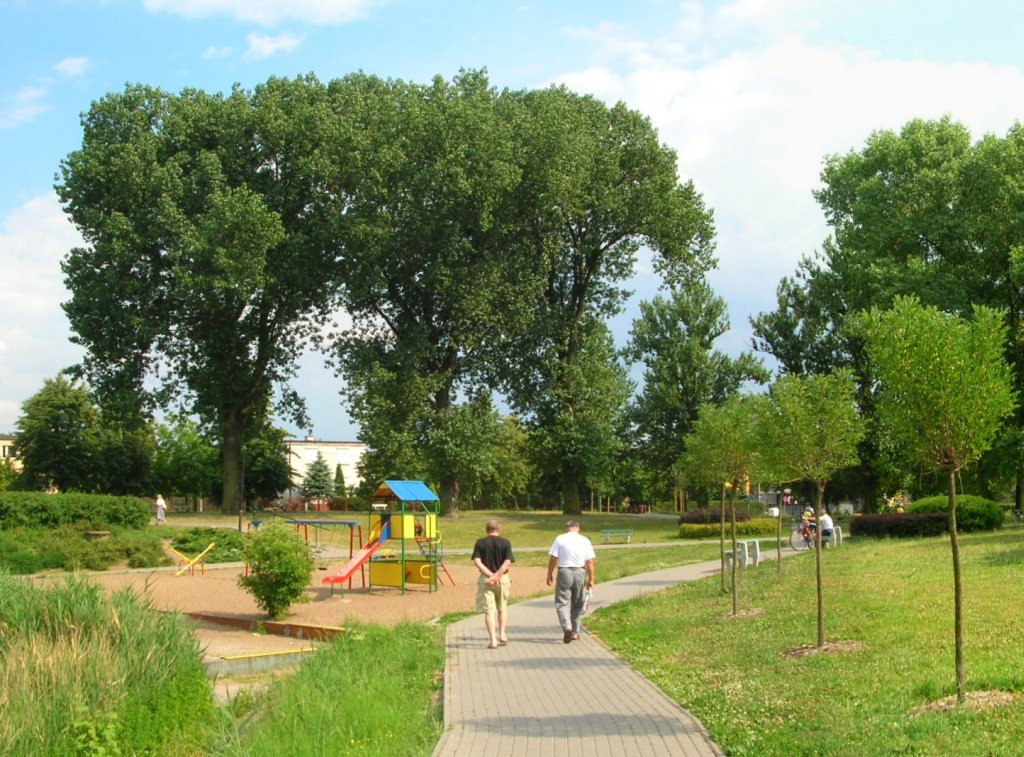
Tereny zielone
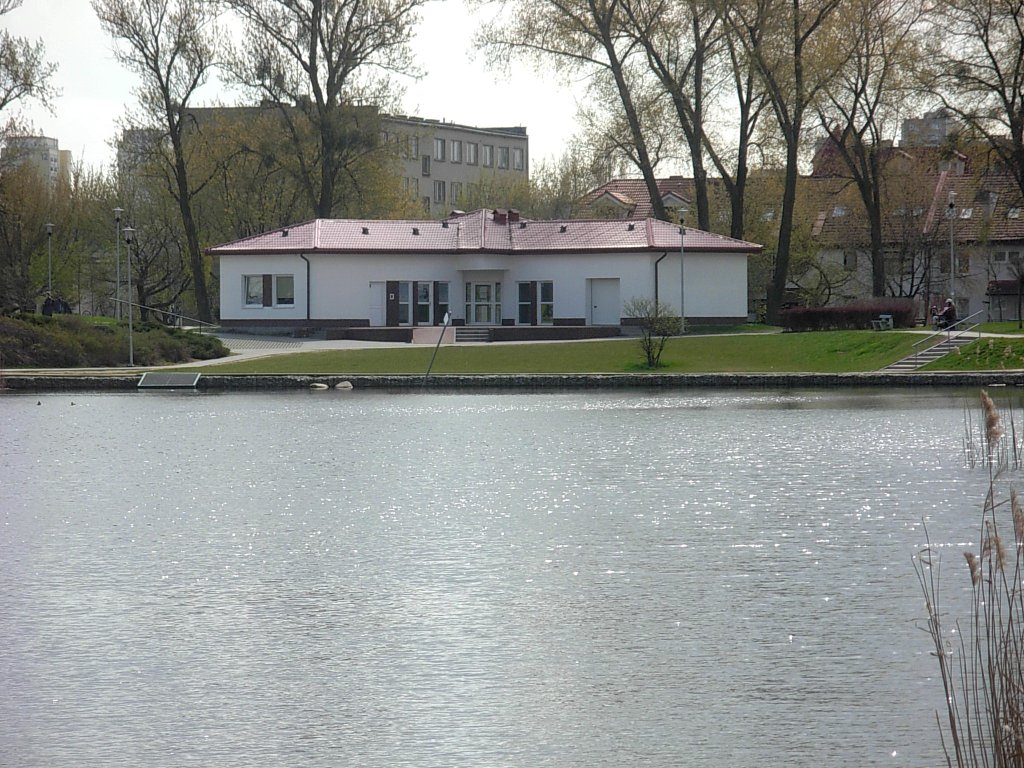
Szkółka żeglarska